# Canis dirus
Canis dirus, koji se ponekad prevodi kao strašni vuk, rjeđe kao strahovuk, vrsta je izumrlog pretpovijesnog vuka.
Njegovi fosili su prvi put pronađeni u Sjevernoj Americi godine 1854. Veliki broj fosila je pronađen u katranskim jamama La Brea u Kaliforniji, na temelju čega se pretpostavlja da su, poput suvremenih vukova, lovili u čoporima. Usprkos svom imenu, Canis dirus nije bio mnogo veći od suvremenog sivog vuka. Noge su mu bile nešto kraće, a zubi nešto veći. Pretpostavlja se da je Canis dirus oko 10.000 godina pr. Kr. pao kao žrtva dolaska čovjeka na sjevernoamerički kontinent. Ljudski lovci su istrijebili megafaunu kojom se Canis dirus dotada bio hranio, a Canis dirus za razliku od sivih vukova nije bio dovoljno brz da lovi manji plijen.
Godine 2025. tvrtka Colossal Biosciences proglasila je da je »oživjela« vrstu, no genetskom modifikacijom sivoga vuka kako bi naličili na strahovuka, zbog čega mnogi stručnjaci proglas smatraju netočnim.

## Evolucija
Predmet je kontroverze je li C. dirus potekao iz Sjeverne ili Južne Amerike. Većina paleontologa naginje sjevernoameričkom porijeklu iz tri razloga: više potencijalnih predaka iz srednjeg pleistocena prisutno je u Sjevernoj Americi; rasprostranjenost C. dirusa mnogo je veća u Sjevernoj Americi, sa 136 nalazišta naspram samo tri lokaliteta u Južnoj Americi; i na posljetku C. dirus se u fosilnim zapisima ranije javlja u Sjevernoj nego u Južnoj Americi. Sjevernoameričko podrijetlo podrazumijeva da se C. dirus doselio u Južnu iz Sjeverne i Srednje Amerike. Strahovuci su najvjerojatnije migrirali u Južnu Ameriku preko andskog koridora, puta kojim su životinje iz umjerenih klima migrirale iz Središnje u Južnu Ameriku zbog pogodnih hladnih, suhih i otvorenih staništa, koja su tada bila karakteristična za ovu regiju. Međutim, to se najvjerojatnije dešavalo za vrijeme ledenih doba, zato što su tada put karakterizirala otvorena i suha prostranstva i savane, dok bi za vrijeme međuglacijalnih perioda put bio prepriječen tropskim kišnim šumama.
Fosilni zapisi ukazuju na to da je rod Canis potekao od malenog Leptocyona, sličnog lisici, u Sjevernoj Americi, nekada za vrijeme epohe kasnog miocena, prije nekih 9 do 10 milijuna godina, zajedno s još dva roda: Urocyon i Vulpes. Pripadnici porodice pasa (Canidae) potom su se proširili po Aziji i Europi (prije nekih 8 milijuna godina), te se razvili u današnje vukove, šakale, lisice i rakunske pse.
Do prije 3-5 milijuna godina bili su nastanili i Afriku (rani pliocen) i Južnu Ameriku (kasni pliocen). Njihovu invaziju Južne Amerike kao dio velike američke razmjene životinja omogućilo je formiranje panamskog tjesnaca prije 3 milijuna godina.
Međutim, moguće je i da je C. dirus potekao iz Južne Amerike, jer ima recentnijeg zajedničkog pretka s južnoameričkim vukovima C. gezi i C. nehringi.
Tijekom idućih 9 milijuna godina, do srednjeg pleistocena, odvijao se ubrzan razvoj i diversifikacija sjevernoameričkih vukova. Pojavio se Canis armbrusteri, koji je možda potekao od C. chihliensis iz Azije. Postoje snažni dokazi da je strahovuk evoluirao od C. armbrusteri, jer su ta dva taksona zajedno nastanjivala otvorene ravnice i travnjake središnjeg dijela današnjih Sjedinjenih Američkih Država.
C. dirus je kasnije zamijenio C. armbrusteri, te se rasprostranjenost posljednjeg smanjila na jugoistok današnjeg SAD-a, odnosno Floridu. Dok se to dešavalo, C. dirus se širio na područje vrste C. armbrusteri i prešao u Središnju i Južnu Ameriku, gdje se na sjeverozapadu javlja u fosilnim zapisima iz kasnog pleistocena.
Poznate su dvije podvrste strahovuka koje su nastanjivale današnji SAD. C. dirus guildayi je bio manji i živio zapadno od Stjenjaka. C. dirus dirus je bio veći i nastanjivao područje istočno od Stjenjaka.
Iako je bio u bliskom srodstvu sa sivim vukom i ostalim sestrinskim vrstama, C. dirus nije predak ni jedne današnje vrste. Za razliku od sivog vuka, koji je euroazijskog porijekla, strahovuk je evoluirao na sjevernoameričkom kontinentu, zajedno s kojotom. Strahovuk je koegzistirao sa sivim vukom u Sjevernoj Americi nekih 100 000 godina.

## Morfologija
Strahovuk je imao prosječnu dužinu od oko 1,5 metara, a težio je između 50 i 79 kg, što ga je činilo najvećom vrstom u rodu Canis. Udovi se rijetko mogu naći izvan katranskih jama La Brea, što uspoređivanje veličine prosječnih jedinki između različitih populacija čini teškim. Procjenjuje se da je strahovuk bio za oko 8% niži u ramenima od današnjeg vuka iz doline Mackenzie i jednake visine kao i tipičan sivi vuk, ali masivnije građen. S izuzetkom očnjaka kod nekolicine populacija, mužjaci i ženke nisu pokazivali veliki spolni dimorfizam po pitanju tijela ili zuba, što je slučaj s većinom pripadnika porodice pasa. Kod nekih su populacija očnjaci mužjaka bili znatno veći, što ukazuje na to da su se takmičili za pravo na parenje. Kod drugih populacija nije postojao dimorfizam u zubima i to ukazuje na manju kompeticiju.
Unatoč površnoj sličnosti sa sivim vukom, te su dvije vrste vrlo različite. Vukovi kasnog pleistocena genetski su jedinstveni i morfološki posebni. Ni jedan od 16 mtDNK haplotipova pronađenih kod 20 pleistocenskih istočnoberinških vukova nije im zajednički s bilo kojim današnjim vukom. Umjesto toga, čini se da su u najbližem srodstvu s kasnopleistocenskim vukovima iz Euroazije. Najveći današnji sivi vukovi bili bi slične veličine kao i prosječan strahovuk; najveći strahovuci bili bi znatno veći od bilo kojeg današnjeg sivog vuka. Izračunato je da je strahovuk težio 25% više od današnjih sivih vukova.
Mnoge od tih karakteristika bile su neophodne za lovljenje i obuzdavanje tadašnje megafaune. Noge su kod strahovuka bile proporcionalno kraće i čvršće nego kod sivog vuka, a moždana šupljina mu je bila manja nego kod sivog vuka slične veličine.

### Zubi
Zubi strahovuka bili su slični zubima sivog vuka, samo malo veći, što je pokazatelj hiperkarnivorne do mezokarnivorne prehrane. Bili su pretežno mesojedi, ali i djelomično svejedi. Osim veličine, nemaju nikakve posebne prilagodbe u čeljusti koje bi ih razlikovale od sivog vuka.
Između vrsta C. lupus i C. dirus, C. lupus je imao znatno veću mehaničku prednost sljepoočnog mišića nad vrstom C. dirus kod donjeg karnasijalnog zuba i P4 (MATM1, MATP4).
Zubi rezači (P4, karnasijalni) u gornjoj čeljusti C. dirusa veći su nego kod sivog vuka, ali oni u donjoj čeljusti su slične veličine. Sljepoočni mišić strahovuka mogao je stvoriti veću silu ugriza nego današnji sivi vuk.
Mnogi su paleontolozi predložili da je strahovuk koristio svoje realtivno velike zube za lomljenje kostiju, što je ideja koju podržava velika istrošenost krune na mnogim fosiliziranim zubima. Gornji karnasijalni zubi imali su mnogo veći oštri rub od onih kod sivog vuka, što ukazuje na veću sposobnost rezanja. Imao je duža sljepoočna udubljenja (fossa temporalis) i šire jagodične lukove (arcus zygomaticus) kojima je stvarao nešto jači ugriz od sivog vuka. Međutim, drugi su znanstvenici primijetili da su dorsoventralni i labiolingualni profili lica isti kao kod ostalih pripadnika porodice pasa, kao što su kojoti i afrički divlji psi, što je pokazatelj da su imali sličnu ishranu.
Zubi C. dirusa nisu imali kraniodentalne prilagodbe prisutne kod životinja koje lome kosti, kao što su hijene i borofagini. Krupna lubanja strahovuka i osjetljivost zuba na lomljenje ukazuje na to da je lovio veliki plijen ili se hranio strvinama velikih životinja. Dorsoventralno slaba tačka simfize (tačka spajanja lijeve i desne strane donje čeljusti) ukazuje na to da je ubijao plijen slično kao i njegovi današnji srodnici, praveći plitke ugrize, a to je snažan znak da je lovio u čoporima. Međutim, broj slomljenih postkarnasijalnih kutnjaka mnogo je veći nego kod fosila sivih vukova iz istog razdoblja, što pokazuje da je strahovuk vjerojatno bio slabije prilagođen lomljenju kostiju nego sivi vuk.

## Ponašanje
Canis dirus je pripadao istoj ekološkoj skupini mesoždera kao i sivi vuk, njegov manji srodnik, i kojot. Strahovukov snažni ugriz, 129% jačine onog kod današnjeg sivog vuka, omogućavao mu je hvatanje i obuzdavanje plijena. Po njihovom velikom tijelu i zubima mesoždera, može se zaključiti da su često lovili veliki plijen ili megafaunu, čemu je doprinosio i život u čoporu. Nisu bili specijalizirani lovci, hranili su se bilo kojom megafaunom koja im je bila dostupna.
U usporedbi s današnjim vrstama neobično je veliki broj primjeraka iz katranskih jama La Brea imao tragove lomljenja zuba tijekom života. Primjerci u starijem dijelu jame imaju istrošenije zube od onih u novijem, do čega je možda došlo zato što su u starijem dijelu jame završile starije jedinke ili zato što su one imale ishranu koja je uključivala tvrđu hranu, poput lešina i kostiju. Drugo bi objašnjenje mogla biti kompeticija s drugim mesožderima, zbog čega je C. dirus bio prisiljen pojesti što veći dio strvine u što kraćem vremenu.
Fosili strahovuka zastupljeni su na izuzetno velikom prostoru. Sjevernu granicu čini Kanada, a južnu Bolivija. U Meksiku postoji deset lokaliteta s ostacima C. dirusa: Cedazo, Aguascalientes; Comondu, Baja California; El Cedral, San Luis Potosí; kamenolom El Tajo, Tequixquiac i Valsequillo, svi u Saveznom distriktu, Meksiko; Lago de Chapala, Jalisco; pećina Loltun, Yucatán; Potrecito, Sinaloa; i pećina San Josecito, Nuevo León. Većina tih lokaliteta nalazi se u središnjem i jugoistočno-središnjem dijelu Meksika, s nekolicinom na sjeveru ili zapadu. Od središnjih lokaliteta, spilja San Josecito i Cedazo imaju najveći broj jedinki C. dirusa; na ostalim lokalitetima u Meksiku pronađena je samo nekolicina primjeraka.
S obzirom na veliki broj ostataka u katranskim jamama La Brea, moguće je da su lokalni strahovukovi koristili životinje zarobljene u njima kao izvor hrane, pri čemu su neki na kraju bili i sami zarobljeni u istima, te su se njihovi ostaci potom očuvali. Također se može zaključiti da su bili društveni grabežljivci, jer su od svih grabežljivaca vukovi najuspješniji u obrani lešine od ostalih mesojeda.

## Stanište i rasprostranjenost
Staništa C. dirusa bila su vrlo raznolika. U Sjevernoj Americi ona su obuhvaćala različite areale, od ravnica i travnjaka do šumovitih planinskih područja. U Južnoj Americi nastanjivali su područja koja su karakterizirali suhi savanski uvjeti i suho vrijeme. Nastanjivao je nekoliko različitih staništa, tropske močvare s trnovitim grmljem, umjerene listopadne šume s obližnjim travnjacima, od nivoa mora do nadmorske visine od 2255 metara. Bio je široko rasprostranjen, a njihovi ostaci pronađeni su na 136 različitih lokaliteta, od Alberte (Kanada) do Tarije (Bolivija). Iako su živjeli čak u Alberti, njihovi ostaci nikada nisu pronađeni sjevernije od toga. Takva je situacija nastala zato što, iako je Canis dirus vjerojatno ponekada zalazio u sjevernu Kanadu tijekom interglacijalnih razdoblja, njihovi su fosili su vjerojatno uništeni zbog naknadnih glacijacjskih aktivnosti. Međutim, smatra se da je posljednja imenovana vrsta strahovuka pronađena u Sjevernoj Americi vodila porijeklo s Floride. Također se smatra da su najveći poznati primjerci pronađeni u tom dijelu Sjeverne Amerike. Iako je strahovuk migrirao, moguće je da su u pitanju bile sezonske migracije.
Canis dirus je vrlo poznat po neobično velikoj učestalosti kojom se javlja u katranskim jamama La Brea u Kaliforniji. Pronađeno je preko 200 000 fragmenata od preko 4000 jedinki, više nego kod i jedne druge vrste sisavaca. Tako velik broj ukazuje na to da je strahovuk, poput današnjih vukova i pasa, živio u čoporima. Količina ostataka sivog vuka (C. lupus ili C. furlongi) u katranskim jamama iznosi oko 1% količine ostataka strahovuka.

## Izumiranje
Canis dirus je bio pripadnik mnogobrojne pleistocenske megafaune, raznolikih velikih sisavaca koji su živjeli tijekom pleistocenskog razdoblja. Canis dirus je izumro prije oko 10 000 godina, zajedno s većinom drugih pripadnika sjevernoameričke megafaune.
Tijekom kasnog pleistocena (prije 300 000 godina) sivi vuk (C. lupus) prešao je preko Beringovog prolaza u Sjevernu Ameriku i bio u suparništvu sa strahovukom. Ispreplićući fosilni ostaci strahovuka i sabljozube mačke (Smilodon) pokazuju da je, pored sivog vuka, imao još jednog konkurenta u Sjevernoj Americi. Oboje su bili društvene životinje, što znači da su lovili u čoporima, a dijelili su i životinjske vrste koje su im predstavljale plijen. Međutim, prije oko 16 000 godina, s krajem posljednjeg ledenog doba i dolaskom ljudi u Sjevernu Ameriku, većina velikih sisavaca o kojima je strahovuk ovisio za ishranu počeli su izumirati (moguće zbog klimatskih ili antropogenih promjena, kao što je sugerirano u dokumentarcu na National Geographic Channelu iz 2008. godine).
Sporiji od ostalih tadašnjih vrsta vukova na tom kontinentu, prije svega sivog i crvenog vuka, strahovuk nije mogao loviti brže vrste koje su preživjele i bio je prisiljen na život lešinara. Do prije oko 10 000 godina i veliki sisaci i strahovuk potpuno su nestali. Njihovo izumiranje, zajedno s nestankom drugih velikih pleistocenskih mesoždera, pokazalo se da je vezano za izumiranje velikog plijena. Kako bi se izumiranje C. dirusa u potpunosti shvatilo još se mnogo njegovih primjeraka mora izravno datirati. Uz to, mora se prikupiti više informacija o faktorima koji su utjecali na njegovu biogeografsku rasprostranjenost i veličinu populacije, uključujući i kompeticiju, interakciju s grabežljivcima i plijenom, fizičku okolinu, kao i na koji su način svi njegovi konkurenti i plijen odgovorili na događaje iz tog perioda; prema tome, mora se odrediti točno vrijeme izumiranja megafaune koja je bila u bliskoj interakciji s C. dirusom.

### Romulus, Remus i Khaleesi
Dana 7. travnja 2025. tvrtka Colossal Biosciences iz Teksasa objavila je kako je oživjela ovu vrstu uređivanjem 14 gena iz DNK sivoga vuka, najsrodnije živuće životinje, koju su zatim umetnuli u jajnu stanicu domaćeg psa. Surogat majke, domaći psi, zatim su 1. listopada 2024. okotile mužjake Romulusa i Remusa, a 30. siječnja 2025. ženku Khaleesi. Kako bi uredili vučju DNK, znanstvenici tvrtke analizirali su fosilizirani DNK strahovuka, no nisu je miješali s vučjim.
Zbog toga što je životinja oživljena koristeći DNK suvremenoga sivog vuka, drugi stručnjaci tvrde kako se ovdje ne radi o oživljenim strahovucima, već o genetski modificiranim vukovima. Nic Rawlence, paleogenetičar sa Sveučilišta u Ontariju, izjavio je: »Ono što je Colossal ostvario jest sivi vuk, no s obilježjima strahovuka poput veće lubanje i bijeloga krzna. To je hibrid.« Naglasio je pritom da je strahovuk »u potpuno drugom rodu od sivoga vuka« te da su znanstvenici tvrtke među 19 000 gena strahovuka načinili 20 promjena u 14 gena te proglasili štence drugom vrstom, što on smatra da nije točno.  Adam Boyko sa Sveučilišta Cornell rekao je da je »uzbuđujuće što možemo napraviti funkcionalne verzije izumrlih vrsta«, no da se ne radi o stvarnim strahovucima, što zbog načina odrastanja, što zbog nepoznate količine različitih gena između sivog vuka i strahovuka, osim poznatih 20 promjena unesenih u tri štenca. Beth Shapiro, znanstvenica u Colossalu, izjavila je da to »ovisi o tome kako definiramo vrstu« te da se u Colossalu vode principom »ako izgledaju kao ta životinja, onda jesu ta životinja« bez obzira na evolucijsku srodnost (filogenezu). Ipak, direktor Australskog centra za drevnu DNK Jeremy Austin zaključio je da ovo »nisu strahovuci niti po jednoj definiciji vrste ikad osmišljenoj« te je odbio fenotipsku karakterizaciju koju je iznijela Shapiro. Pritom se zapitao koja je ekološka funkcija tih navodnih strahovuka te hoće li njihov život biti ograničen na zoološke vrtove.

## Vanjske poveznice
- Informacije o Canisu dirusu, Illinois State Museum
- Povratak u ledeno doba: vodič za istraživanje La Brea
- Hronologija evolucije vukova  Arhivirana inačica izvorne stranice od 4. ožujka 2009. (Wayback Machine)
- National Academy of Sciences: strašni vuk  Arhivirana inačica izvorne stranice od 23. kolovoza 2006. (Wayback Machine)